# Torre Guinigi
La Torre Guinigi est la plus importante tour de la ville de Lucques en Toscane. Elle est accessible par la via Sant'Andrea, au 45.
Cette maison-tour toscane, l'une des seules restées à l'intérieur de la ville, est un des monuments les plus représentatifs de Lucques. Sa caractéristique principale est la présence d'un jardin suspendu à son sommet.
Les Guinigi (it), maîtres de la ville voulurent agrémenter leur sévère demeure avec cette tour couronnée d'arbres, devenue le symbole de leur domination à la Renaissance.
Pour la volonté des descendants de la famille, la tour et le palais de Sant'Andrea passèrent à la commune de Lucques.

## Histoire
La Torre Guinigi a été érigée au XIVe siècle par la riche et puissante famille Guinigi, qui jouait un rôle majeur dans la vie politique et économique de Lucques à cette époque. La famille Guinigi, désireuse de démontrer son influence et sa prospérité, a construit cette tour comme un symbole de sa puissance. Les tours étaient courantes dans les villes médiévales italiennes, souvent utilisées par les familles nobles pour marquer leur statut et offrir des points de vue stratégiques sur la ville.

## Architecture
La tour mesure environ 45 mètres de hauteur et se distingue par son jardin suspendu au sommet, une caractéristique rare pour une structure médiévale. Le sommet de la tour est planté de chênes verts (Quercus ilex), qui symbolisent la renaissance et l'éternité. La présence de ces arbres rend la Torre Guinigi facilement reconnaissable et contribue à son charme unique.
L'accès au sommet de la tour se fait par un escalier intérieur de 230 marches. La montée peut être ardue, mais elle offre aux visiteurs une récompense spectaculaire sous la forme d'une vue panoramique sur la ville de Lucques et ses environs, incluant les toits en terre cuite, les églises historiques et les remparts bien conservés de la ville.

## Signification culturelle
La Torre Guinigi est plus qu'un simple monument historique; elle est un symbole de la ville de Lucques. Elle représente l'ère médiévale de la ville, une période où les tours étaient non seulement des structures défensives, mais aussi des déclarations de richesse et de pouvoir. Aujourd'hui, la tour est une attraction touristique majeure, attirant des visiteurs du monde entier qui viennent admirer son architecture unique et profiter des vues imprenables qu'elle offre.

## Galerie

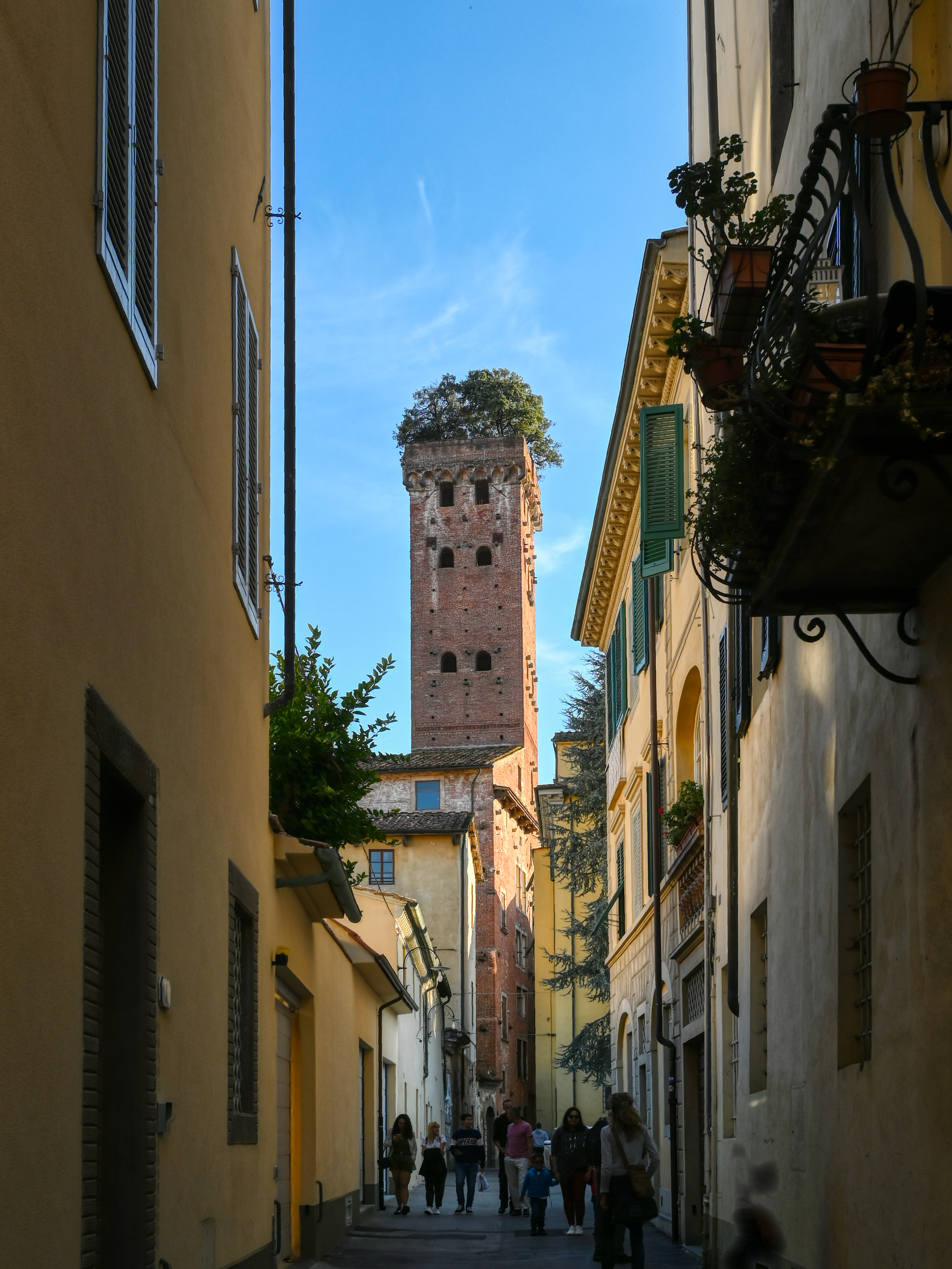
Torre Guinigi
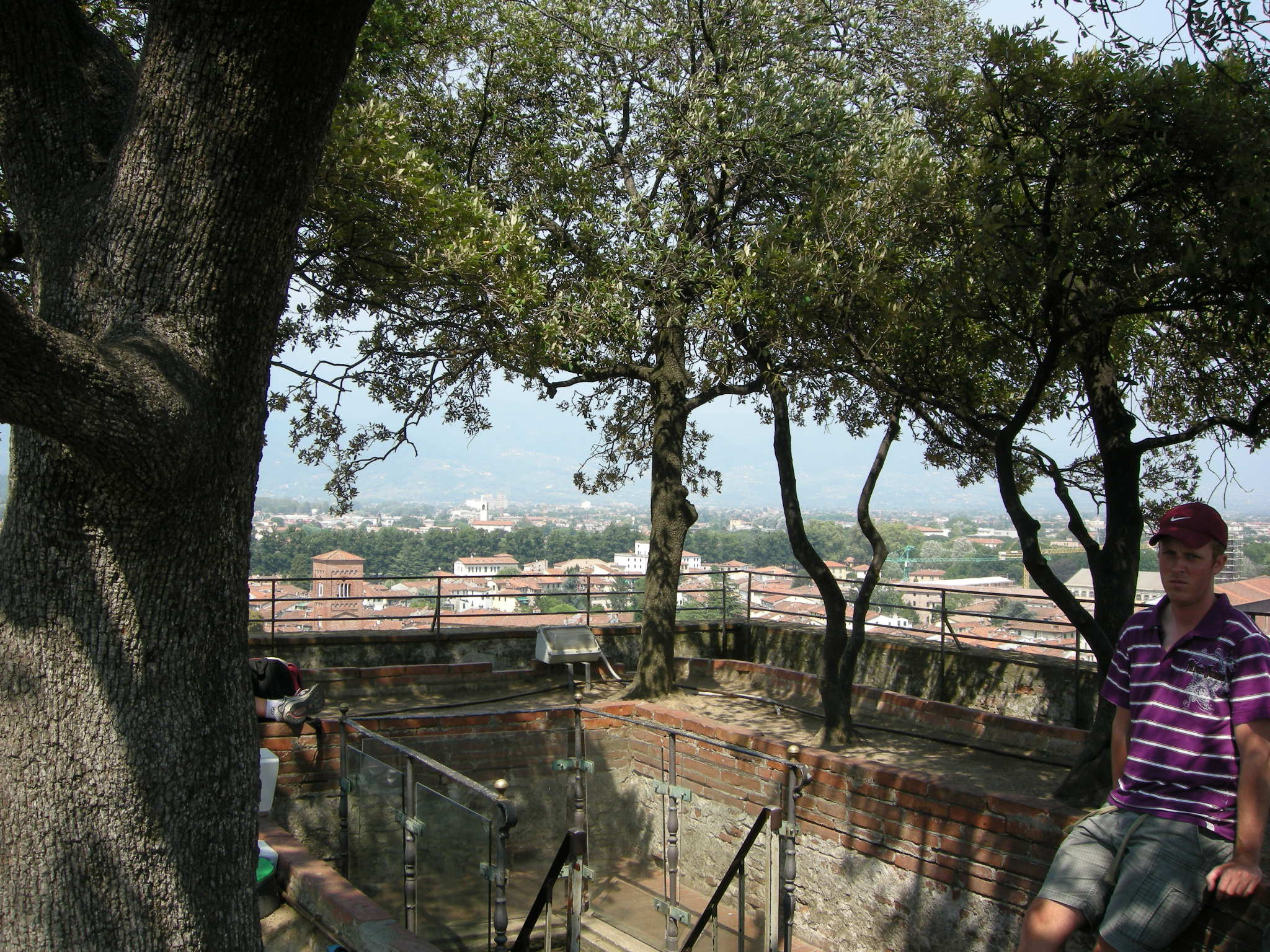
Le jardin en haut de la tour
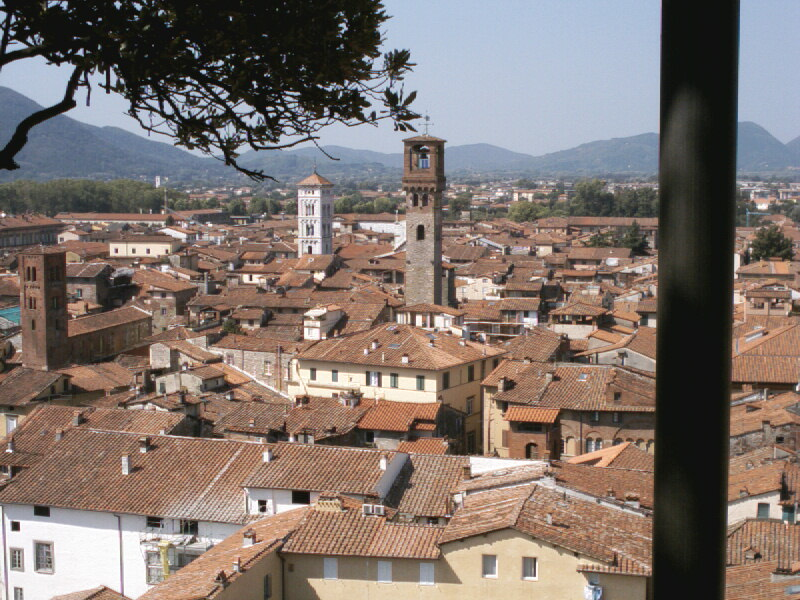
Vue de la ville depuis la Torre Guinigi

## Source
- (it) Cet article est partiellement ou en totalité issu de l’article de Wikipédia en italien intitulé « Torre Guinigi » (voir la liste des auteurs).